# Schaan

Localização do município de Schaan em Liechtenstein.

Schaan é o mais populoso e mais extenso município do Liechtenstein.
Schaan é a maior comunidade do Liechtenstein e o centro económico do país, com cerca de 4.000 empresas aí sediadas, quase tantas como os habitantes. A cidade fica no centro-oeste do país próximo da capital, Vaduz. Em 2017 tinha 6 039 habitantes e cobre uma área de 26,8 km², incluindo montanhas e floresta.
O município limita a norte com os municípios de Gamprin e Eschen, a leste com Planken, Frastanz (Áustria) e Triesenberg, a sul com Vaduz, e a oeste com Buchs (Suíça).
Graças aos seus três exclaves limita também com os municípios de Balzers e Triesen no Liechtenstein, Nenzing na Áustria, e Maienfeld na Suíça.
Schaan é o local da sede da Ivoclar Vivadent AG, o maior fabricante mundial de próteses dentárias, e da Hilti Aktiengesellschaft, um dos maiores fabricantes mundiais de ferramentas.